# 馬德里 (眾議院選區)
馬德里是西班牙議會眾議院議員選舉的52個選區之一。
選區目前選舉37名議員，為所有選區最多，選區邊界與西班牙馬德里省的邊界一致。投票制度使用頓特法和封閉式名單，最低門檻為百分之三。

## 選舉
選區是根據1977年政治改革法案創建的，並在1977年大選中首次參加競選。

## 另見
- 馬德里 (參議院選區)
- 馬德里議會

## 外部連結
41°27′N 2°5′E / 41.450°N 2.083°E